# Constantin Marinescu
Constantin Marinescu (Província de Dâmbovița, 11 d'agost de 1891 - París, 1970) fou un historiador romanès, membre de l'Acadèmia Romanesa (1928-1948).
Fou professor d'història medieval a la Universitat de Cluj (des de 1923) on va fundar i dirigir l'Institut d'Història Universal. El 1943 va passar a la Universitat de Bucarest i va ser nomenat director de l'escola romanesa de París. A partir de 1946, amb la instauració del règim comunista, es va quedar a París, on va treballar al CNRS i a la Sorbona, i no va retornar a Romania.
Els seus estudis sobre història medieval i, concretament, romana d'Orient el van dur a interessar-se per la història dels catalans a Grècia i va publicar diversos estudis sobre temes catalans: Alphonse V d'Aragon, roi de Naples, et l'Albanie de Scanderbeg (1923), La politique orientale d'Alphonse V d'Aragon, roi de Naples (1928), Premi Patxot, Du nouveau sur Tirant lo Blanch (1952), premi Bonsoms, així com nombrosos articles. Des de 1927 fou membre corresponent de l'Acadèmia de Bones Lletres de Barcelona, des de 1948 membre corresponent de la Secció Històrico-Arqueològica de l'Institut d'Estudis Catalans i de l'Academia de la Historia de Madrid (1950). Rebé el Premi Internacional Catalònia de l'IEC (1970), el primer que s'atorgà.